# Ходаковський Володимир Федорович
Володимир Федорович Ходаковський (нар. 21 лютого 1947, с. Бургунка Херсонської області) — український політик, ректор Херсонської державної морської академії; кандидат історичних наук, професор кафедри українознавства, академік Міжнародної академії холоду, академік Академії наук вищої освіти України.

## Біографічні відомості
Освіта
- Херсонський державний педагогічний інститут ім. Н. К. Крупської (1972 рік, вчитель біології та хімії);
- Вища партійна школа при ЦК Компартії України (1981);
- Херсонське морехідне училище рибної промисловості (1995, технік судномеханік).

Трудова діяльність
- 1965–1969 — вчитель біології Новодудчанської восьмирічної школи Каховського району Херсонської області.
- 1969–1972 — зав. відділом комсомольських організацій, перший секретар Каховського райкому ЛКСМУ Херсонської області.
- 1973–1981 — інструктор відділу комсомольських організацій, другий секретар, перший секретар Херсонського обкому ЛКСМ України.
- 1981–1983 — голова виконкому Суворовської районної Ради народних депутатів м. Херсона.
- 1983–1987 — завідувач відділу науки та навчальних закладів Херсонського обкому Компартії України.
- 1987–1990 — інструктор відділу науки та навчальних закладів інструктор відділу партійного будівництва та кадрової роботи ЦК КПРС.
- 1990–1991 — секретар Херсонського обкому Компартії України.
- 1991–1996 — начальник заочного відділення Херсонського морехідного училища ім. Лейтенанта Шмідта.
- 1997–2002 — начальник Херсонського морського коледжу.
- 2000–2000 — заступник голови Херсонської обласної державної адміністрації.
- 2002–2006 — голова Херсонської обласної ради.
- 22 липня 2004 року-2006  — керівник Херсонського обласного осередку «Партії регіонів»
- 11 жовтня 2004–17 січня 2005 — голова Херсонської обласної державної адміністрації[1][2].
- 2006–2007 — начальник Херсонського морського коледжу.
- 2007–2011 — ректор ВНЗ «Херсонський державний морський інститут».
- З вересня 2011 року по теперішній час Ректор Херсонської державної морської академії.

## Нагороди і почесні грамоти
- Медаль «За трудову доблесть» (1976)
- Грамота Президії Верховної Ради УРСР (1979)
- Орден «Дружбы народов» (1981)
- Почесне звання «Заслужений працівник народної освіти України» (1999)[3]
- Знак «Почесний працівник морського і річкового транспорту» (2002)
- Орден «За заслуги III ступеня» (2004)[4]
- Знак «Петра Могили» МОН України (2007)
- Знак «Почесний працівник транспорту України» (2009)
- Знак АПНУ «Ушинський К. Д.» (2009)
- Міжнародний орден «Кирила і Мефодія» Міжнародної академії слов'янської писемності (2010)
- Орден «Святого Рівноапостольного Князя Володимира Великого» III ступеня Київського патріархату Української православної церкви (2011)
- Орден «За заслуги II ступеня» (2012)
- Орден «За заслуги I ступеня» (2015)[5]

## Публікації
Володимир Ходаковський є автором та співавтором наукових публікацій:
- «Історія морської освіти України» (Херсон, 2007);
- «Філософія українського державотворення (політичний аналіз новітньої історії)» (Херсон, 2007);
- «Морской англо-русский иллюстративно-информационный словарь» (Херсон, 2008);
- «ИМО и Классификационные общества в обеспечении безопасности мореплавания» (Севастополь, 2010), «Морський літопис» (Херсон,2011).